# Ford Cortina
Ford Cortina byl nejúspěšnější model britské pobočky automobilky Ford. Vyráběl se v pěti generacích po dobu 20 let. Stal se nejprodávanějším vozem ve Spojeném království a nejvíce exportovaným automobilem. Bylo vyrobeno více než 4 miliony kusů.

## Historie

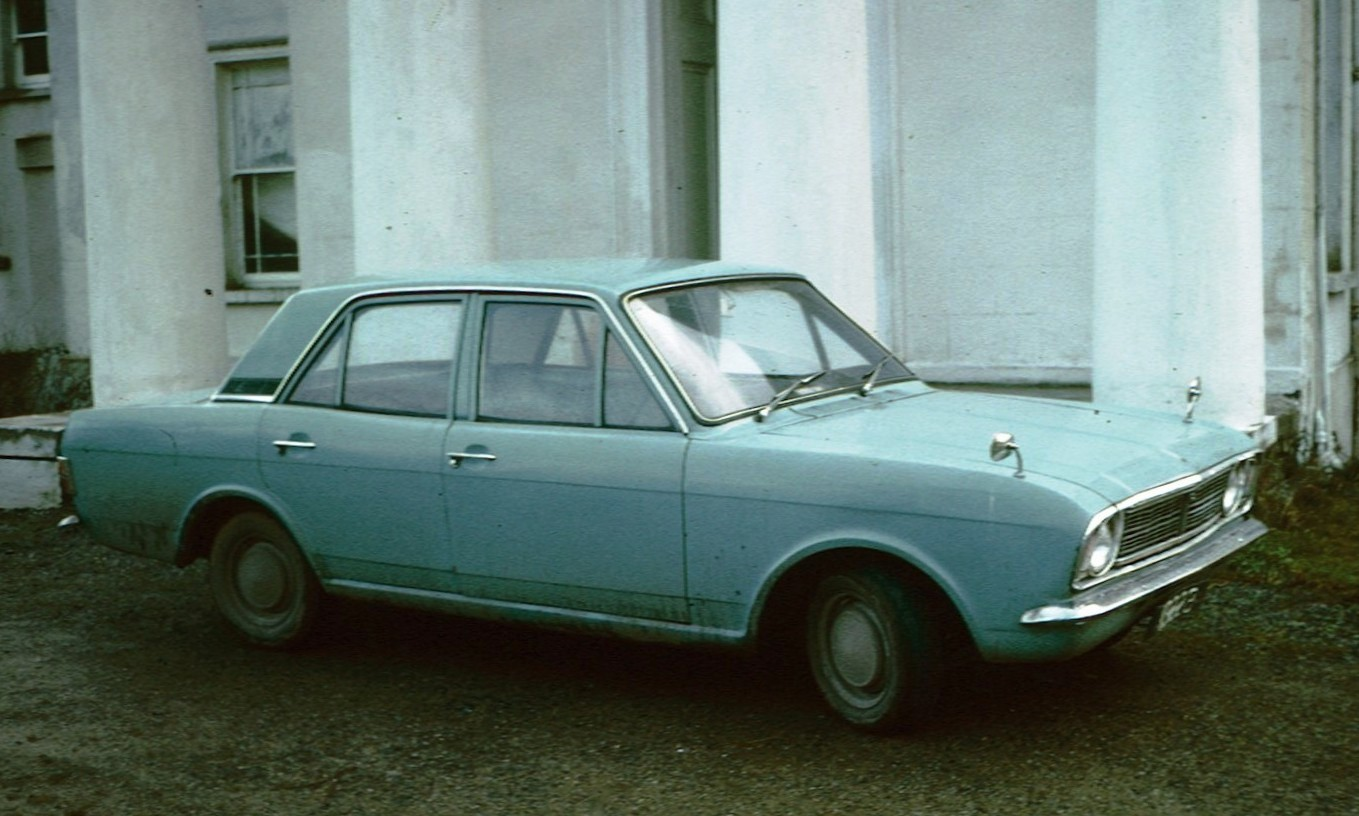
Cortina druhé generace

Ford Cortina byl vyráběn v letech 1962 až 1982. Od roku 1965 byla k dispozici i verze kombi. Podle jednoho zdroje bylo vyrobeno 4 296 669 kusů. Malá část těchto vozů byla prodávána i v Československu v prodejnách Tuzex a Mototechna. Cena byla okolo 110 000 Kčs. Vozidlo se vyrábělo jako klasický pětimístný sedan s motorem vpředu a pohonem zadní nápravy, nebo jako kombi Cortina Estate. V roce 1967 se objevila druhá generace a v už v roce 1970 třetí generace. Ta se designově výrazně odlišila od předchozích modelů. V roce 1976 nastoupila čtvrtá a v roce 1979 pátá generace. Výroba probíhala ve Velké Británii (Dagenham), Belgii (Genk), Nizozemsku (Amsterdam) a v Irsku (Cork). V roce 1963 se představila Cortina GT. Měla motor z vozu Ford Classic. Motor dosahoval výkonu 61,8 kW.

## Typ Lotus Cortina

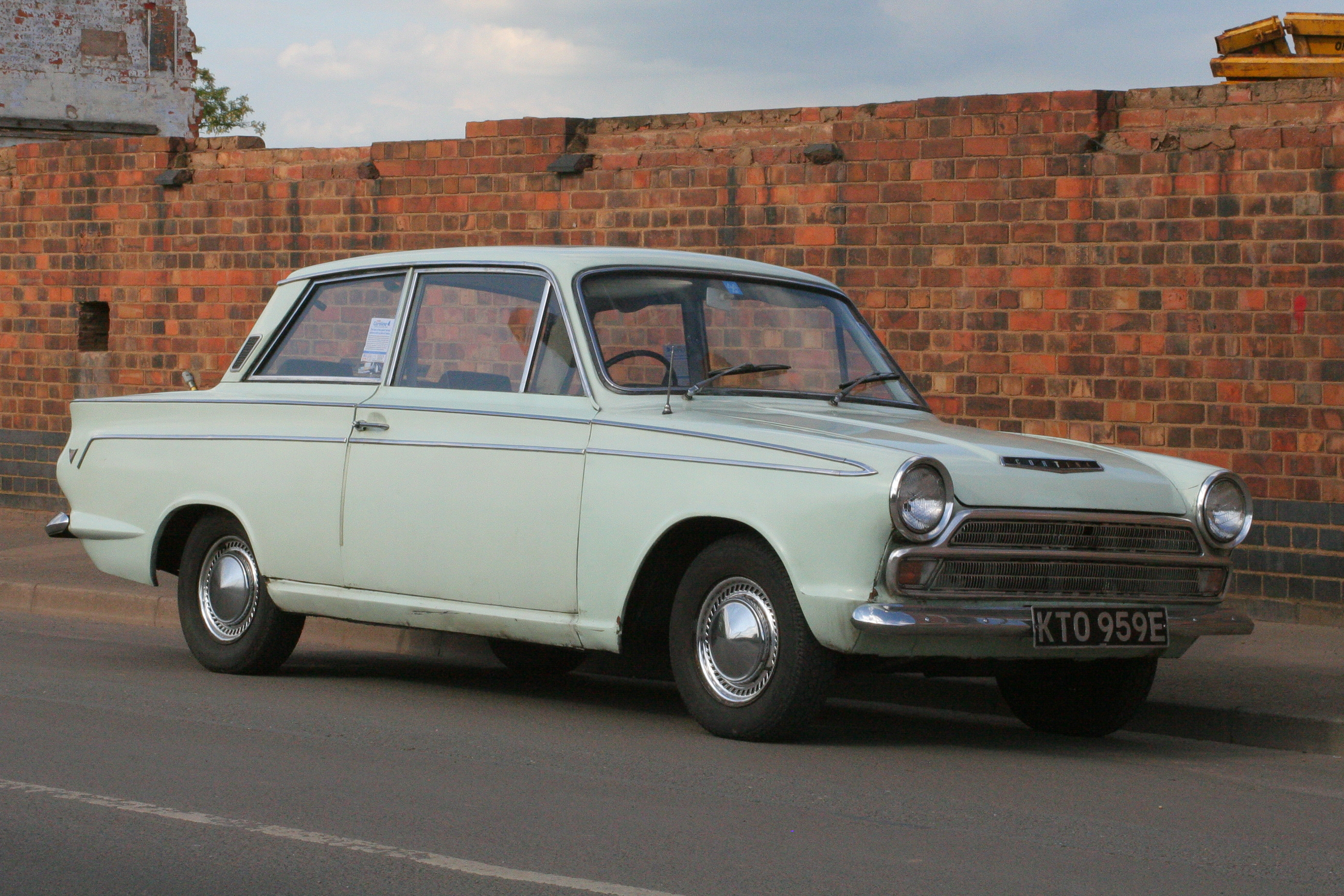
Ford Cortina Super 2 door saloon ("Mark 1")

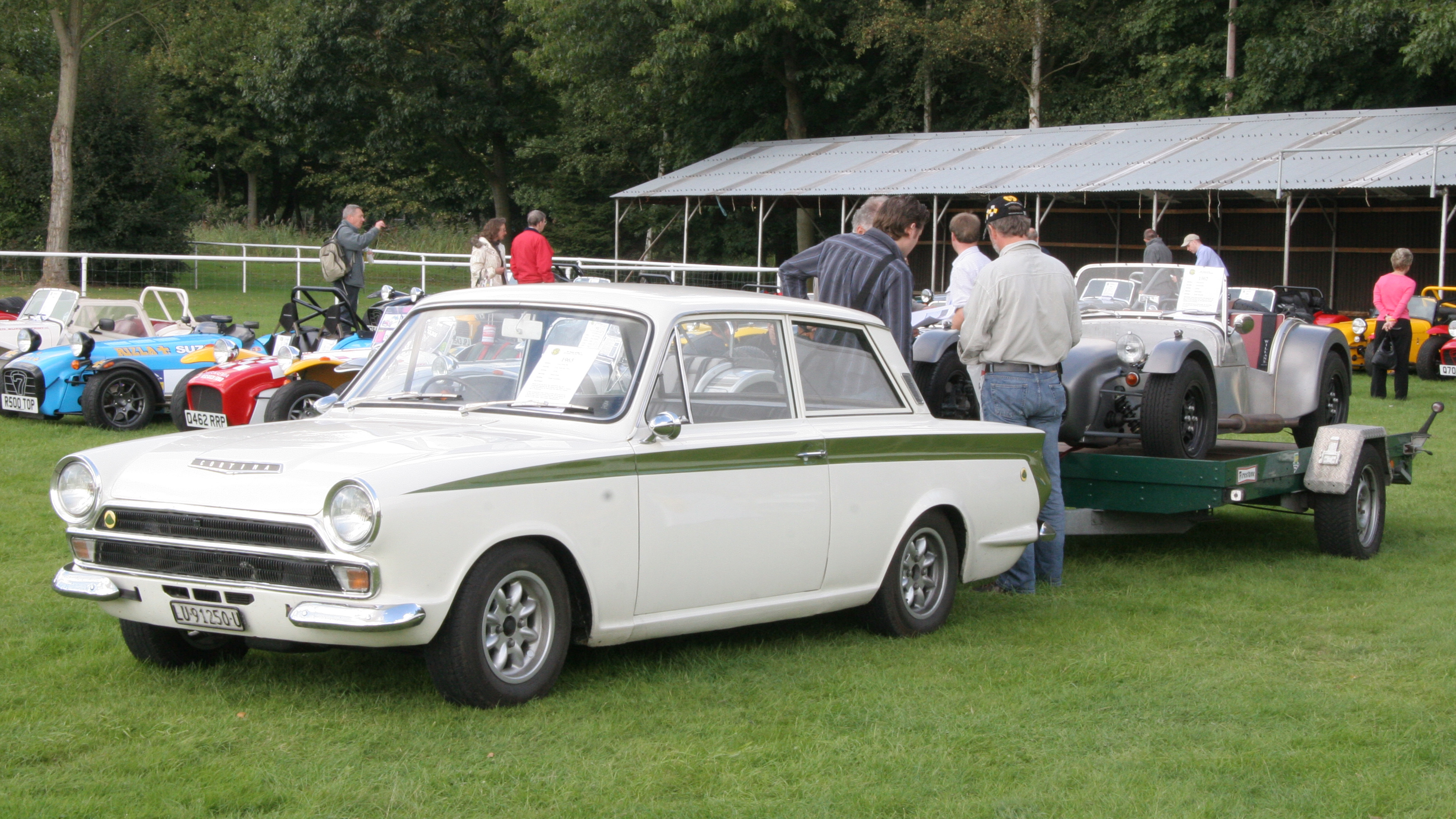
Lotus Cortina

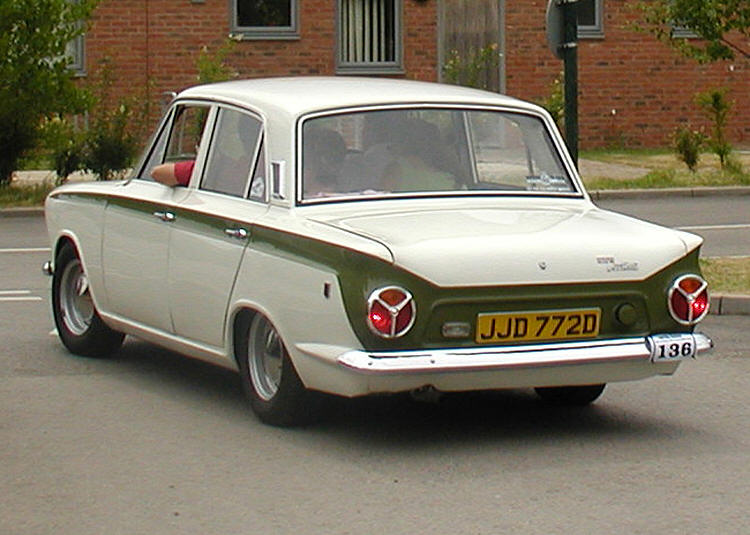
Ford Cortina Mk I

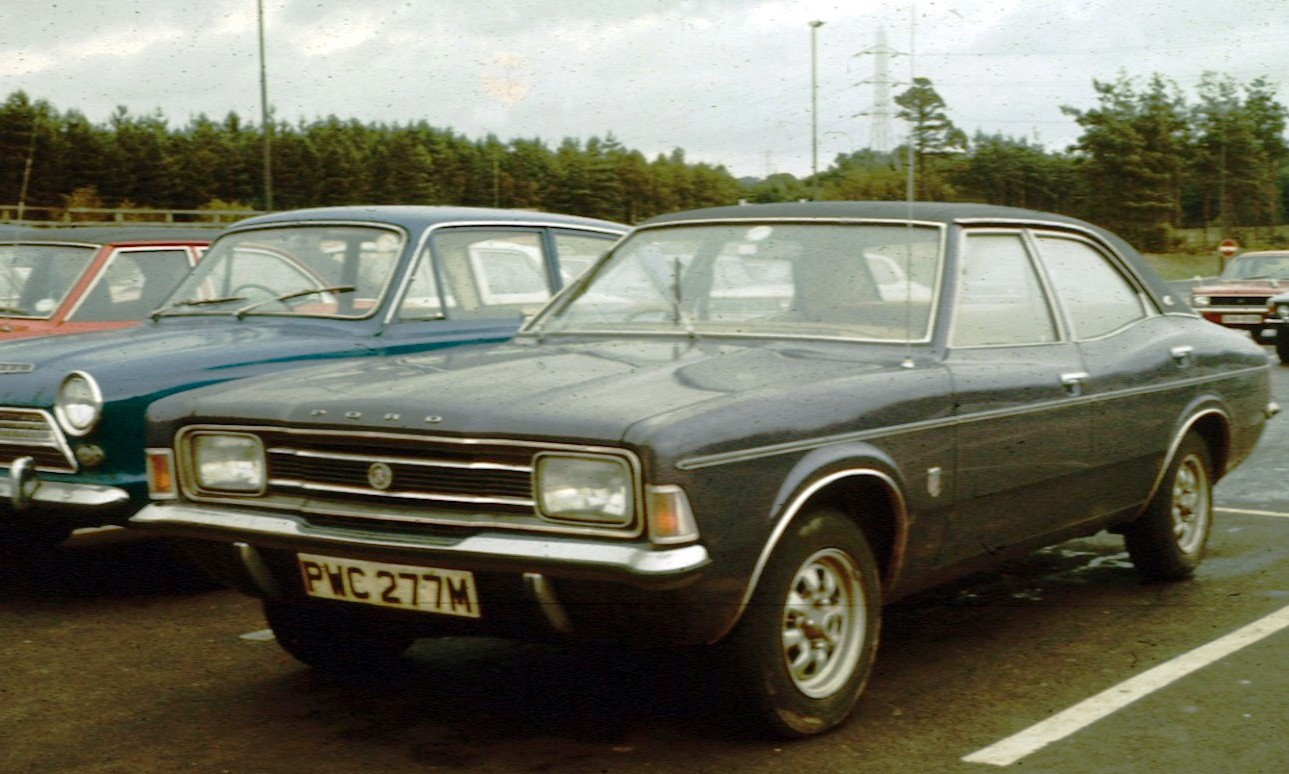
Cortina třetí generace (facelift)

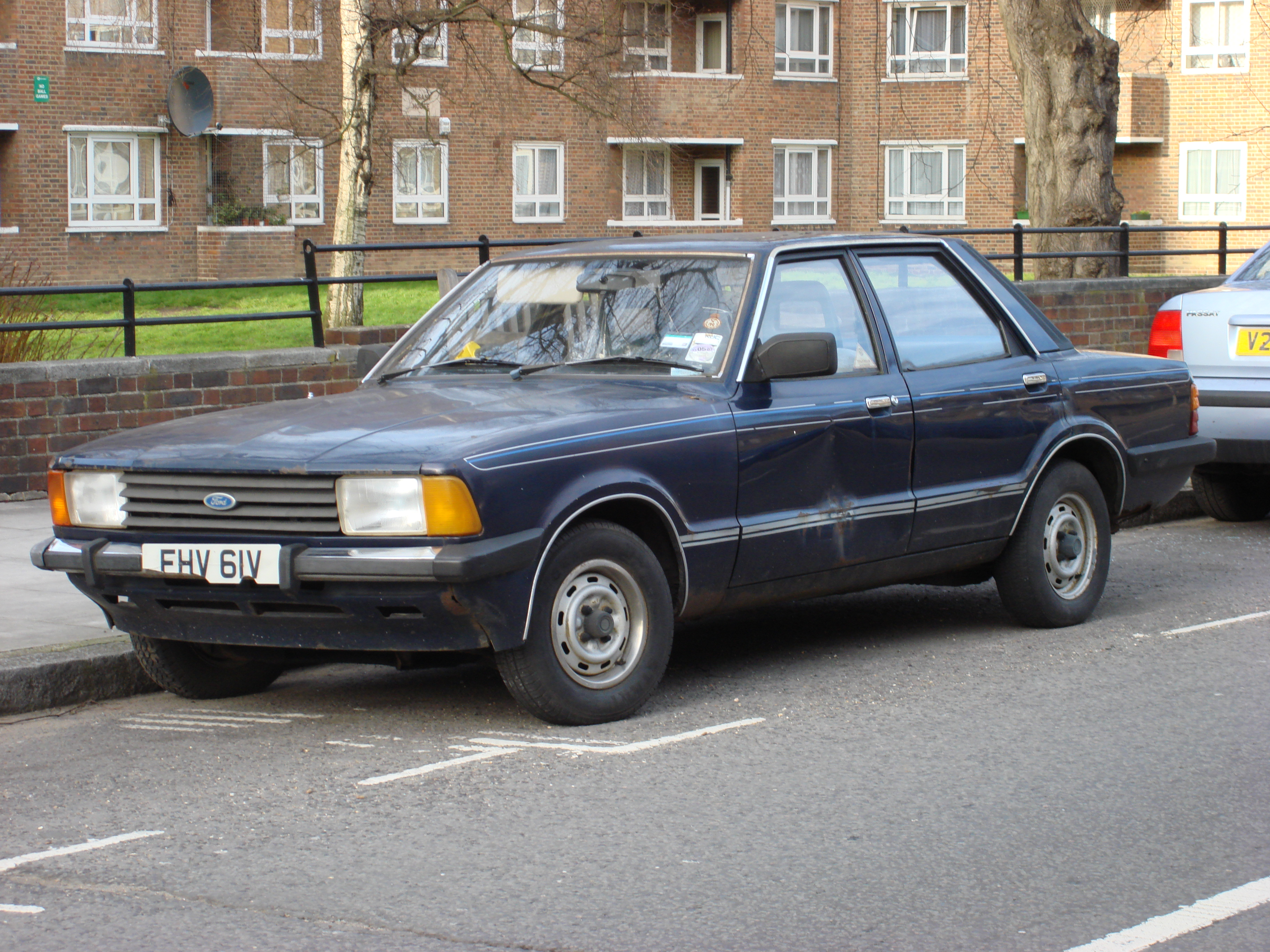
Cortina páté generace

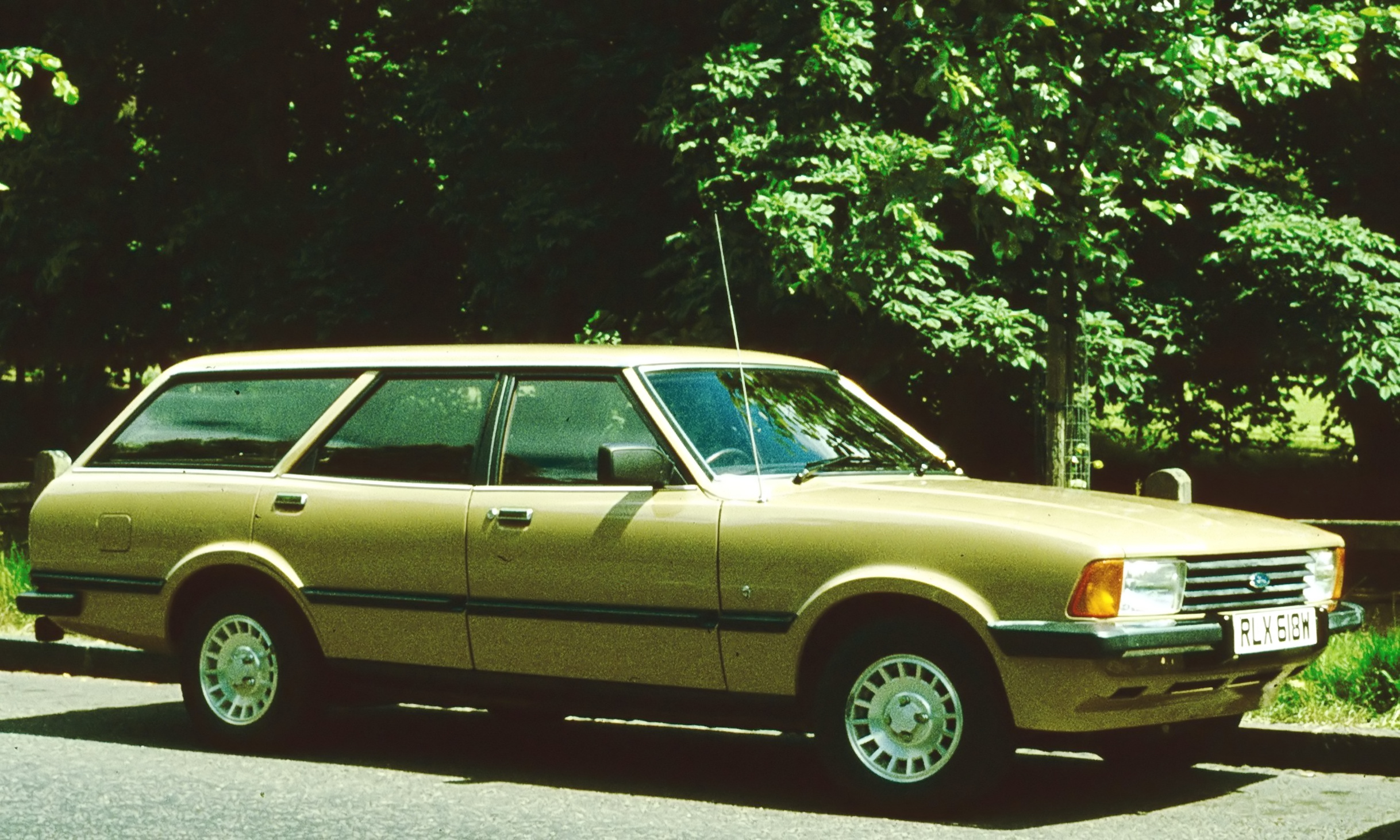
Cortina Estate páté generace

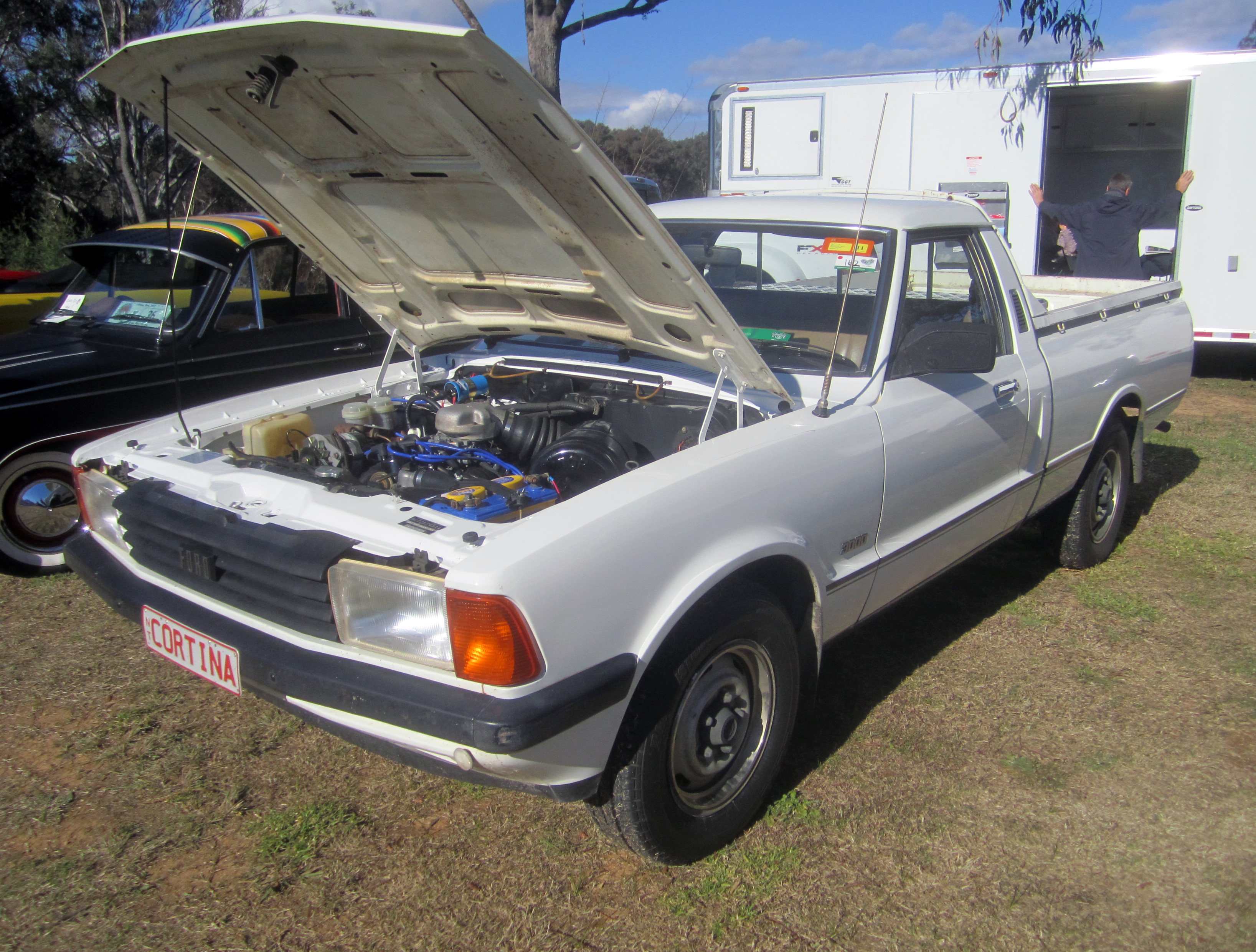
Ford Cortina P100

Byl představen v roce 1963 jako výsledek spolupráce s Colinem Chapmanem. Vozidlo bylo úspěšné na závodních okruzích i v rallye. Hlavy motoru dostaly 2 vačkové hřídele, byla upravena převodovka a zavěšení zadních kol. Byla zmenšena světlá výška. V první generaci byly tyto vozy v krémovém odstínu a se zeleným pruhem na boku. Výkon byl 105, u nástupce 109 koní. Na okruzích řadu úspěchů vybojoval "létající Skot" Jim Clark. V Rallye Roger Clark a Jim Porter (vítězství ve Skotské rallye 1967)

## Technická data

### První generace
- Rozměry 4267/1621/1389 mm, rozvor 2489 mm
- Motory:

1. -1198 ccm/46 koní

- spotřeba 8-10 litrů na 100 km
- zrychlení 0-100 km/h za 25 sec. (Lotus Cortina za 11 sec.)

1. -1340 cm³/46 kW
2. -1498 cm³
3. -1558 cm³/78 kW

### Třetí generace
Třetí generace vozu Cortina (označená Mk3) byla veřejnosti představena v říjnu 1970.
Nový vůz se začal vyvíjet v roce 1967 v rámci projektu pod kódovým označením TC. Jednalo se o první projekt plně v režii nově vzniklé nadnárodní divize Ford Of Europe, která centrálně řídila vývoj jak v britském Duntonu, tak v německém Kolíně. Nový vůz měl být nástupcem nejen předešlých modelů Cortina, ale s menšími odlišnostmi v liniích také modelů Taunus. Bylo rozhodnuto postupovat podle v té době oblíbeného receptu Forda, spočívajícího v poměrně dlouhé kapotě a krátkém zavazadlovém prostoru, což dává vozům sportovní proporce. Vývoj trval 3 roky a nové modely Cortina/Taunus byly na podzim 1970 představeny veřejnosti. Nabízena u britských dealerů Ford začala být nová Cortina Mk3 od 23. října 1970.
Bylo z čeho vybírat, k dostání byla Cortina Mk3 ve 4dveřovém, 2dveřovém a Combi provedení. Na rozdíl od modelu Taunus však chyběla verze Coupé. Rozsah výbav začínal u modelu Base, přes L, XL, dále k GT až po nejluxusnější výbavu GXL. Motor jste mohli vybírat ze 4 nabídek – 1300 OHV (57 koní), 1600 OHV (68 koní), 1600 OHC GT (88 koní) a 2000 OHC (98 koní). Na rozdíl od modelu Taunus chyběly u Cortiny v nabídce V6 motory. Rozsah nabídky vozů pokrýval poptávku od velmi levných modelů se startovací cenou 914 Liber až po luxusní výbavu GXL s dřevěnými dekory v interiéru, volitelnou otvírací střechou a automatickou převodovkou.
Ačkoliv motorový prostor byl u Cortiny Mk3 už od základu platformy TC plánován a konstruován také pro V6 motor, Cortina s tímto motorem, na rozdíl od německého Taunuse, nebyla nikdy na evropském trhu oficiálně nabízena. Určitá poptávka po V6 Cortinách však byla i v Evropě, důkazem je hned několik firem, které nabízely dodatečnou instalaci britského motoru Ford 3.0V6 Essex (138 koní). Mezi nejznámější patří firma Super Speed nebo firma Racedproved Jeffa Urena. Firma Super Speed již 6 měsíců od zahájení prodeje nové Cortiny Mk3 uvedla na trh svojí třílitrovou verzi. Firma Raceproved nabízela svou verzi V6 Cortiny pojmenovanou Savage nejenom se sériovým motorem 3.0V6 Essex, ale i s laděnou Weslake verzí tohoto motoru o výkonu 190 koní (Savage SS).
Přestože odborný tisk u Cortiny Mk3 kritizoval určité nedostatky, od října roku 1971 byla nejprodávanějším vozem v Británii.
Vůz prošel v září 1973 faceliftem a od modelové řady 1974 začal být nabízen s určitými změnami. Změny byly zaměřeny na nejvíce kritizovaná slabší místa Cortiny – hrubé jízdní vlastnosti, hlučnost v interiéru a nepřehledná palubní deska se špatně čitelnými měřícími přístroji. Přidané torzní stabilizátory na obou nápravách zároveň s měkčími pružinami a tlumiči, měly vylepšit jízdní vlastnosti. Další změny byly provedeny v interiéru, z nichž nejvýraznější byla nová palubní a přístrojová deska, dobovým tiskem označena jako mnohem přehlednější a příjemnější než původní. Součástí nové palubní desky byl i účinnější ventilační systém. Kompletně přepracované bylo odhlučnění vozu. Nabídka motorů byla upravena – motor 1600 OHC (72 koní) nahradil konstrukčně starší 1600 OHV (68 koní).
Byla představena nová nejluxusnější výbava 2000E, která v interiéru kombinovala husté koberce, pravé dřevěné obložení a sedadla z nové atraktivní tkaniny.
U výbavy XL, GT a 2000E byly standardně dodávány obdélníkové halogenové přední lampy.
Cortina Mk3 se v Británii vyráběla do září 1976.
Cortina Mk3 byla prodávána v letech 1971 – 1975 také v Československu přes společnosti Motokov – Tuzex.
Vedle Britských ostrovů se modely Cortina Mk3 vyráběly také s lokálními úpravami v Austrálii a Jižní Africe. V Austrálii a Jižní Africe lokální úpravy zahrnovaly mimo jiné implementaci větších motorů více vyhovujícím zdejším poměrům a nárokům. Cortiny zde byly sériově, na rozdíl od evropských trhů, k dostání také se šestiválcovými motory. V Austrálii to byl řadový šestiválcový agregát Ford o objemu 3.3 nebo 4.1 litru. V Austrálii lokální Fordova pobočka chvíli dokonce debatovala o V8 verzi Cortiny, ale myšlenku rychle zamítla. V Jižní Africe (JAR) to byl anglický Essex V6 agregát o objemu 2.5 nebo 3.0 litru. V Jižní Africe byla dále lokálně vyvinuta a vyráběna Pick-Up verze.
Cortiny byly lokálně montovány pro místní trhy v dalších zemích jako Jižní Korea (v automobilce Hyundai), Tchaj-wan a Filipíny.

## Zajímavost
Cortiny byly například oficiální vozem Mistrovství světa ve fotbale 1970.